# Anoteropsis virgata
Anoteropsis virgata là một loài nhện trong họ Lycosidae.
Loài này thuộc chi Anoteropsis. Anoteropsis virgata được Ferdinand Karsch miêu tả năm 1880.